# Turmhügel Mechlenreuth
Der Turmhügel Mechlenreuth ist eine abgegangene mittelalterliche Turmhügelburg (Motte) anstelle des heutigen Dorfweihers von Mechlenreuth, Stadtteil von Münchberg im Landkreis Hof in Bayern.
Die Burg, die dem Schutz des Dorfes und der Straße oder auch als Fronhof diente,  wurde erstmals am 19. April 1533 in einem Verzeichnis der  Herren von Sparneck als „Wal“ erwähnt. Am 20. Oktober 1537, und in der Kaufurkunde von 1537 über die eingefriedete Edelmannsbehausung wurde die Burg erneut erwähnt. Zu dieser Zeit hatte die Burganlage ihren wehrhaften Charakter bereits lange verloren und war vermutlich schon stark verfallen. In späteren Verzeichnissen wir die Befestigung nur noch als „bei den Teichanlagen“ genannt.
Im 17. oder 18. Jahrhundert wurde der Turmhügel gänzlich abgetragen, der noch bestehende Wassergraben zu einem Teich mit Fischzucht erweitert, der heute noch als Dorfteich besteht.